# Leavenworth (Indiana)
Leavenworth és una població dels Estats Units a l'estat d'Indiana. Segons el cens del 2000 tenia 353 habitants.

## Demografia
Segons el cens del 2000, Leavenworth tenia 353 habitants, 123 habitatges, i 86 famílies. La densitat de població era de 164,2 habitants/km².
Dels 123 habitatges en un 28,5% hi vivien nens de menys de 18 anys, en un 48,8% hi vivien parelles casades, en un 19,5% dones solteres, i en un 29,3% no eren unitats familiars. En el 28,5% dels habitatges hi vivien persones soles el 15,4% de les quals corresponia a persones de 65 anys o més que vivien soles. El nombre mitjà de persones vivint en cada habitatge era de 2,25 i el nombre mitjà de persones que vivien en cada família era de 2,7.
Per edats la població es repartia de la següent manera: un 17,6% tenia menys de 18 anys, un 6,8% entre 18 i 24, un 20,4% entre 25 i 44, un 22,9% de 45 a 60 i un 32,3% 65 anys o més.
L'edat mediana era de 48 anys. Per cada 100 dones de 18 o més anys hi havia 84,2 homes.
La renda mediana per habitatge era de 24.375 $ i la renda mediana per família de 36.250 $. Els homes tenien una renda mediana de 26.250 $ mentre que les dones 20.000 $. La renda per capita de la població era de 15.717 $. Entorn del 14,5% de les famílies i el 18,6% de la població estaven per davall del llindar de pobresa.

## Poblacions més properes
El següent diagrama mostra les poblacions més properes.